# San Cristóbal Colhuacán
San Cristóbal Colhuacán är en ort i kommunen Temascalapa i delstaten Mexiko i Mexiko. Samhället hade 849 invånare vid folkräkningen 2020.